# マケドニア

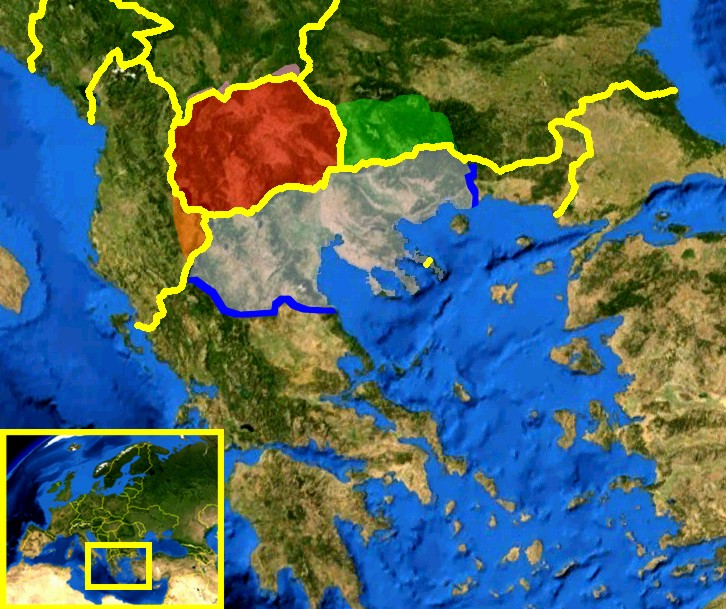
北マケドニア（赤）、ギリシャ（白）、ブルガリア（緑）、アルバニア（橙）、セルビア（桃）。

年代ごとのマケドニアの領域

マケドニアの地形

マケドニア（ギリシア語: Μακεδονία、マケドニア語: Македонија、ブルガリア語: Македония、セルビア語: Македонија、クロアチア語: Makedonija、アルバニア語: Maqedonia、英: Macedonia）は、東ヨーロッパのバルカン半島中央部にあたる歴史的・地理的な地域である。
67,000km2ほどの広さに約465万人が住み、スコピエ（北マケドニアの首都）やテッサロニキ（ギリシャ領内マケドニアの中心都市）が人口や経済における2大都市である。現在、大半が
1. 南部およそ50%がギリシャ（エーゲ海に由来する「エーゲ・マケドニア」）
2. 北西部およそ40%が北マケドニア共和国（域内を流れるヴァルダル川に由来する「ヴァルダル・マケドニア」）
3. 北東部およそ10%がブルガリア（ブルガリア・北マケドニア国境に位置するピリン山脈に由来する「ピリン・マケドニア」）

の3ヶ国の領土に分かれている。また、
1. マラ・プレスパおよびゴロ・ブルド（アルバニア領）
2. ゴーラ（マケドニア語版、ギリシア語版、ブルガリア語版、アルバニア語版）（コソボ領～アルバニア領（ゴーラ人））
3. プロホル・プチニスキ（マケドニア語版、ギリシア語版、ブルガリア語版、セルビア・クロアチア語版）（セルビア領）

もマケドニアの一部と見なされる。
上述の「エーゲ・マケドニア」、「ヴァルダル・マケドニア」、「ピリン・マケドニア」などの名称は、マケドニア地域の統一感を好むスラヴ・南スラヴ系マケドニア人（マケドニア語）によって好んで用いられ、ギリシャ人やブルガリア人から見ると攻撃的で不快な呼称と受け止められることもある。

## 歴史

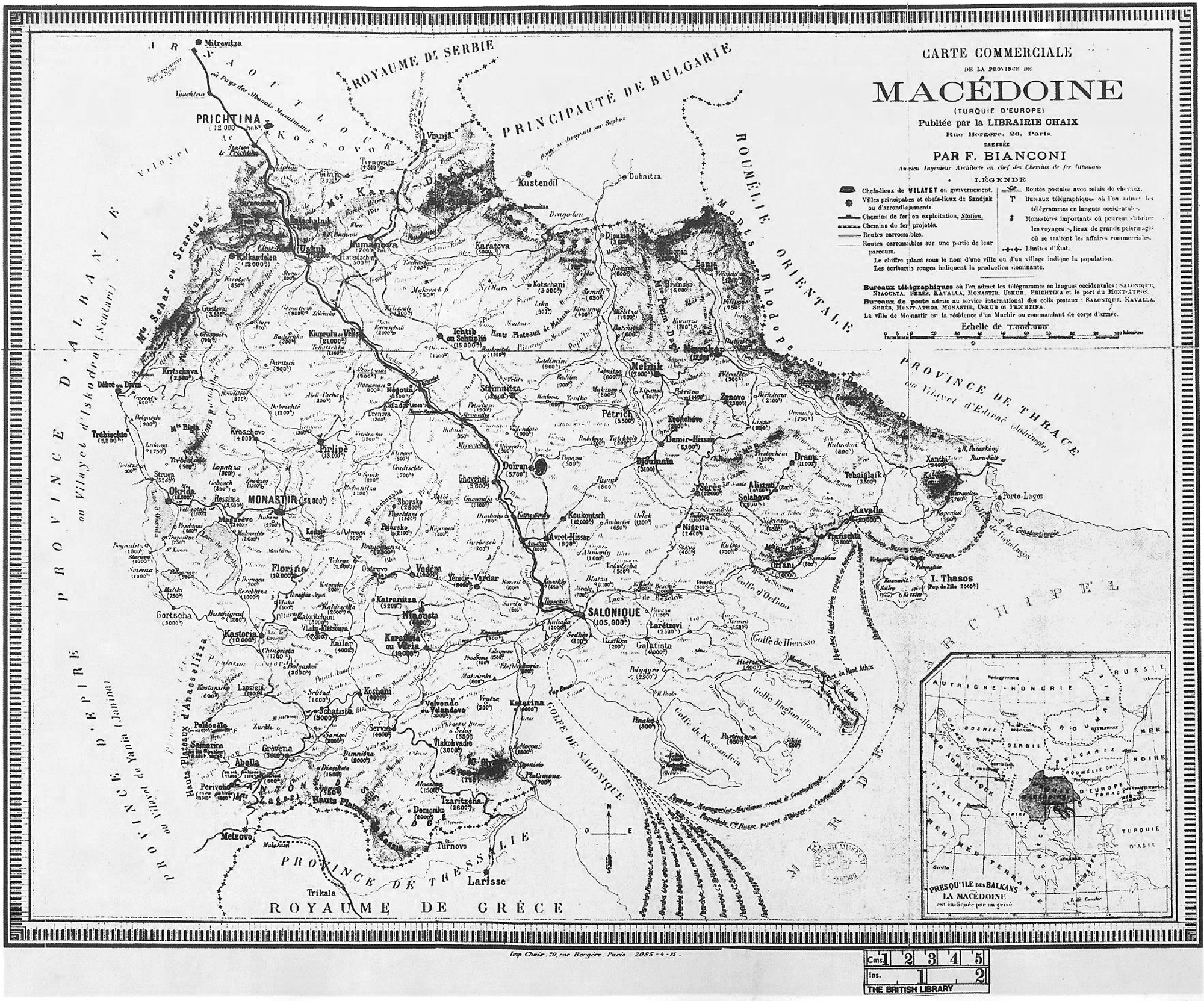
1885年作成（F. ビアンコーニ）マケドニア全域の地理図

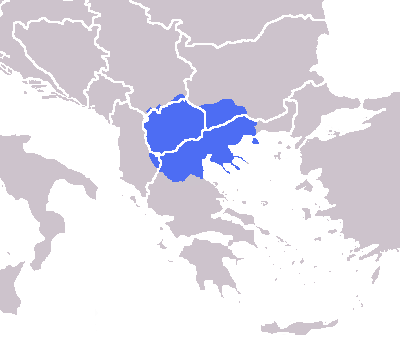
統一マケドニア主義者によって示された領域。マケドニア民族主義者が北マケドニア（VARDAR）外に主張する領域では、現在、スラヴ系マケドニア人は、少数しか居住していない。

マケドニア王国・古代マケドニア人
古代、アレクサンドロス大王を出した、ギリシャ人の多く住んでいた故地で、大まかに
1. 山地・北西部のアッパー・マケドニア
2. 海沿い・南東部のロウワー・マケドニア

の2エリアに区分して認識された。
古代ギリシア語を話し、古代オリンピックにも参加するなど、古代ギリシア世界に含まれたと見做されている。
マケドニア属州
古代ローマの属州
マケドニア王朝 (東ローマ)
9世紀から11世紀にかけた東ローマ帝国中期の王朝
スラヴ人の南下・ブルガール人の西進（第一次ブルガリア帝国（7～11世紀））・南スラヴ人の形成
この東ローマ帝国中期、スラヴ人の南下やブルガール人の西進に伴い、追いやられるようにマケドニアのギリシャ人も南下したことで、南スラヴ人がマケドニアの多数を占めるようになった（後世・現在のマケドニア人の祖にあたるが、後述のように、長く独自のマケドニア国家を持たなかったことから、固有の「マケドニア民族」という意識の形成も遅れた）。
キュリロス・メトディオス兄弟
9世紀にスラヴ人へキリスト教の布教に尽力した、マケドニアのテッサロニキ出身。
古代教会スラヴ語は、マケドニアやブルガリアで話されたスラヴ人の言語（ブルガリア語など南スラヴ語）を元に産まれた。
中世セルビア王国・第二次ブルガリア帝国（12～14世紀）・オスマン帝国（14世紀～）の支配
この時期（中世）、ブルガリア人、セルビア人、そしてオスマン帝国と、支配者が入れ替わりながら常に外部からの支配を受け続け、マケドニア独自の国家を形成することがなかったため、マケドニア固有の民族意識の形成も遅れ（近世）、19世紀にバルカン諸国が相次いで独立を果たした後も、オスマン帝国の領土として残されて「マケドニア」と呼ばれていた。
サン・ステファノ条約・ブルガリア公国（大ブルガリア (政治概念)）
近代、19世紀末のスラヴ人によるオスマン帝国に対する反乱をロシア帝国が支援する形で介入した露土戦争の結果、その講和条約であるサン・ステファノ条約により、一時は、ほぼマケドニア全域が一体としてブルガリアに含まれる形で、ブルガリア公国（南西部の面積にして半分弱がマケドニア）として自治（実質的な独立）を認めることが盛り込まれた。
しかし、そのことでロシアのバルカン半島への影響力が強まることを恐れた、イギリス、オーストリア＝ハンガリー、フランスなど列強の介入を調停する形で、ドイツ帝国のビスマルク宰相の主催で開催されたベルリン会議の結果、マケドニア全域がオスマン帝国に戻されるなど、大幅に修正が加えられることとなった。

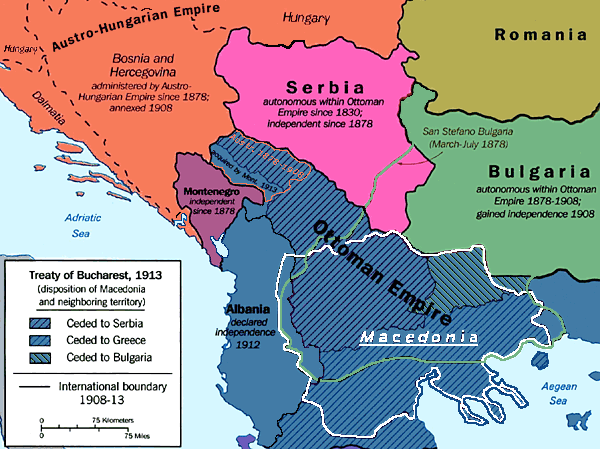
1913年のマケドニア周辺：オスマン帝国（青）、モンテネグロ王国（紫）、セルビア王国（桃）、ブルガリア王国（緑）、ルーマニア王国（黄）、オーストリア＝ハンガリー帝国（橙）。

マケドニア領有を巡る争い・マケドニア民族主義
この頃から、マケドニア一帯で散発的に、クレスナ・ラズロク蜂起、内部マケドニア革命組織の結成・拡大、イリンデン蜂起などオスマン帝国に対する反乱も起こっていたが、それもマケドニアとしての独立にまで至らず、南スラヴ人やギリシャ人の混住地となっていたマケドニアの帰属は、いち早く独立を果たした周辺諸国の領土的な野心の対象になっていた。
中でもギリシャは、「オスマン帝国からのマケドニア解放」を旗印にマケドニア委員会を組織し、積極的に宣伝・扇動を試みた。
第一次バルカン戦争・第二次バルカン戦争・独立マケドニア構想・統一マケドニア構想
そして、20世紀初頭のバルカン戦争の結果、マケドニアの地は、ギリシャ王国、近代セルビア王国、近代ブルガリア王国の間で分割された。
この際に引かれた国境線が、そのまま現代の「エーゲ・マケドニア」（ギリシャ領内マケドニア）、「ヴァルダル・マケドニア」（北マケドニア）、「ピリン・マケドニア」（ブルガリア領内マケドニア）の境界線・国境線になっていなっている。
ユーゴスラビア王国（ヴァルダル・バノヴィナ）
この内、セルビア王国の支配下に入ったマケドニア領域（現在の北マケドニア）は、第一次世界大戦の敗戦で解体されたオーストリア＝ハンガリー帝国からスロベニア、クロアチア、ボスニア、ヘルツェゴヴィナ、そして、一時的に独立していたモンテネグロ王国などと併せ、「南スラヴ人の統一国家」を掲げたコルフ宣言（1917年）をセルビア王国が実現するとの大義名分で、セルビア人・クロアチア人・スロベニア人王国（後のユーゴスラビア王国）の一部に組み込まれた。
マケドニア民族解放戦争（ユーゴスラビア社会主義連邦共和国）
第二次世界大戦では、チトー率いるパルチザンによる枢軸国に対するユーゴスラビア人民解放戦争のマケドニア戦線として、「マケドニア民族解放戦争（National Liberation War of Macedonia）」の名の下に戦われた。
戦後、1945年に「マケドニア人民共和国」となり、1946年に「ユーゴスラビア連邦人民共和国」の構成国となった。
「ピリン・マケドニア」のブルガリア人民共和国からユーゴスラビアへの割譲の協約および破棄
1946年、ソビエト連邦の指導者スターリンは、ブルガリアに対し、ピリン・マケドニアの自治を認めるように指示し、ブルガリア当局も現地の住民（ポマクも含む）に対し、「マケドニア人」としての住民登録を指導し、実際、住民の約6割が「マケドニア人」として識別された。
1947年、ブルガリアとユーゴスラビアとの間で、ピリン・マケドニアがユーゴスラビア連邦の一部となり、ヴァルダル・マケドニアとの統一や査証の廃止・税関の撤廃などを実現する内容の合意に署名した。
しかし、直後の1948年、チトーとスターリンとの関係悪化（チトー主義・自主管理社会主義）を受け、その協約も破棄された。
ギリシャ内戦
第二次世界大戦後そのまま1949年まで続いたギリシャ内戦においては、ギリシャ・マケドニア人（ギリシャ領内のマケドニアに住むギリシャ人）のみならず、マケドニア民族解放戦線を組織して戦った、ギリシャ領内のマケドニアに住むスラヴ系マケドニア人（ギリシャ・マケドニアにおけるスラヴ語話者）も参戦した。
マケドニア社会主義共和国
1963年、ユーゴスラビア連邦が「ユーゴスラビア社会主義連邦共和国」と改称したのに合わせ、マケドニアも改称した。
マケドニア共和国
1991年、名称から「社会主義」を外し、更に同年の内にユーゴスラビアから独立した
マケドニア名称論争・北マケドニア
独立から17年に渡り、「マケドニア」という国名の使用への抵抗のみならず、それを理由として北大西洋条約機構や欧州連合への加盟にも反対し続けて来たギリシャとの間で、2018年6月、「北マケドニア」への改称で歴史的な合意に達し、両国内での法的な手続きを終えた2019年2月、正式に改称した。
翌3月、北マケドニアは、北大西洋条約機構に加盟し、また、欧州連合との加盟交渉開始の枠組み入りも欧州理事会によって承認された